# Ngurah-Rai Airport
Ngurah-Rai Airport (engelska: Denpasar International Airport, indonesiska: Lapangan Terbang Ngurah Rai) är en flygplats i Indonesien. Den ligger i den sydvästra delen av landet, 1 000 km öster om huvudstaden Jakarta. Ngurah-Rai Airport ligger 1 meter över havet. Den ligger på ön Bali.
Terrängen runt Ngurah-Rai Airport är lite kuperad. Havet är nära Ngurah-Rai Airport västerut. Närmaste större samhälle är Denpasar, 12,4 km norr om Ngurah-Rai Airport. 